# EU Business School
EU Business School est une école de commerce privée, sise à Montreux dans le canton de Vaud, et comptant des campus à Genève, Barcelone et Munich.
Elle est membre du groupe Omnes Education depuis 2022,.

## Histoire

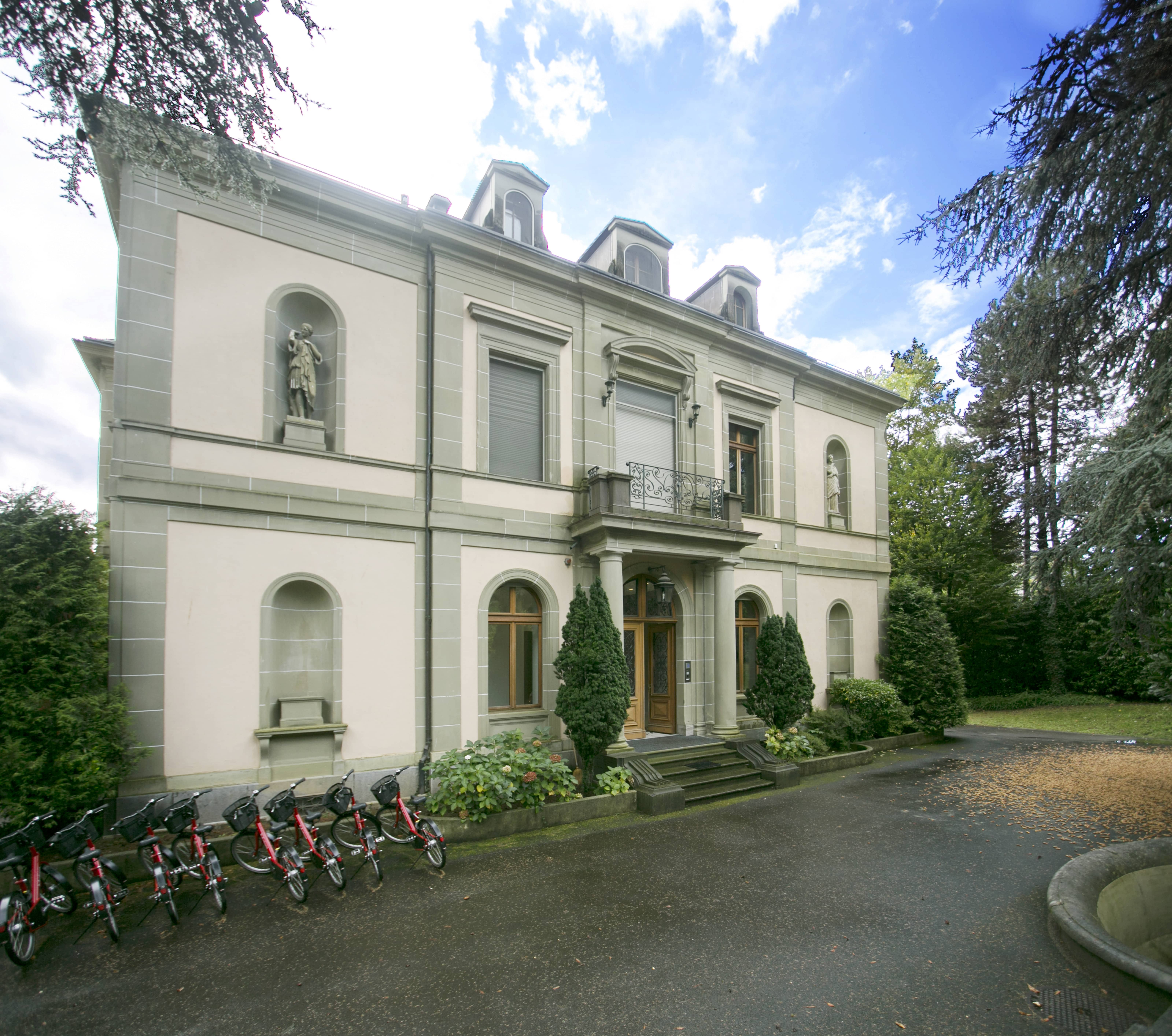
EU Business School à Montreux (siège).

L'EU Business School est créée en 1973.
Le campus de Montreux, dans le canton de Vaud, qui est aussi son siège, est créé en 1985.
Le campus de Genève est inauguré en janvier 2020.

### Présidents
- Depuis 2022 : Carl Craen, fils aîné du précédent[5]
- 1998[4] - 2022 : Dirk Craen, devenu président d'honneur en janvier 2022[6]

## Étudiants et enseignants
L'école accueille plus de 2 500 étudiants par an en 2020 pour plus de 270 professeurs. Les étudiants proviennent essentiellement d'écoles internationales anglophones ; en 2020, l'école comptait 4 % d'étudiants suisses.
En 2017, le nombre d'anciens diplômés, dont Omar Berrada et  Raghavan Seetharaman (en), était de 26 000, couvrant plus de 120 pays.

## Programmes
EU Business School propose des programmes de formation commerciale enseignés en anglais. Les programmes qu'elle propose comprennent des diplômes de licence, de maîtrise, de MBA et de doctorat en administration des affaires (BBA, MBA et DBA). L’école offre également des programmes de base et une licence exécutive en administration des affaires,.
Un programme de certification en responsabilité sociale des entreprises est proposé en collaboration avec l'Organisation internationale du travail,.

## Accréditations et certifications
Diplômes d'accréditation
- Sur tous ses campus, l'EU Business School propose des diplômes universitaires accrédités par l'État délivrés dans le cadre d'un partenariat académique entre l'Université catholique de San Antonio de Murcia[12],[13], l'Université de Derby[14],[15], l'Université métropolitaine de Londres[réf. nécessaire] et la Dublin Business School[réf. nécessaire]
- Tous les programmes sont accrédités professionnellement par l'International Assembly for Collegiate Business Education (IACBE)[16].

Certifications institutionnelles
- International Quality Accreditation de la Central and East European Management Development Association[17],[18].
- Certification eduQua, le label de qualité suisse pour les établissements de formation pour adultes et formation complémentaire[19].

## Classements

### Quacquarelli Symonds
En 2022, le programme MBA fait partie des 140 meilleurs programmes au monde et il est classé 43e en Europe,. Il est classé 42e en Europe en 2021 et parmi les 150 meilleurs au monde en 2019 et 2021,
En 2021, les MBA en entrepreneuriat et marketing figurent parmi les 100 meilleurs programmes de carrière au monde.
Le MBA en ligne est classé au 15e rang mondial en 2020, dans les 20 meilleurs au monde en 2018 et au 14e rang mondial en 2017,.
L'école est classée 3e en Suisse après l'IMD et l'Université de Saint-Gall en 2013 . En 2010, le campus de l'EU Business School Espagne était classé en 52e position sur 67 dans le classement Quacquarelli Symonds des écoles de commerce européennes.

### CEO Magazine
Le MBA en ligne de l'école est classé numéro un mondial de 2012 à 2020.
L'Executive MBA en ligne est pour sa part classé numéro 3 en 2017 et numéro 1 en 2015.

### Autres classements
En 2022, le MBA de l'école est classé deuxième meilleur en Espagne sur la liste Forbes  et au 20e rang du classement mondial du magazine América Economía.
En 2011, le magazine Capital a élu l'EU Business School comme la 6e meilleure école de commerce au monde pour les étudiantes.

## Doctorats honoris causa
L'EU Business School a décerné des doctorats honorifiques notamment à Georges Nicolas Hayek[réf. nécessaire], Abel Aganbegian[réf. nécessaire], Alexandre Vinokourov[réf. nécessaire] et Steve Guerdat[réf. nécessaire].
Le PDG de Doha Bank, le Dr Raghavan Seetharaman, a obtenu un doctorat en gouvernance mondiale, tout comme l'ancien président de la Suisse Adolf Ogi,.

## Conférences et événements
- En 2018-2022, anime la série « Learning from Leaders »[36], avec des intervenants tels que Jean-Claude Biver[37], Paul Bulcke, Guy Verhofstadt, André Hoffmann, Ronnie Leten, Alain Dehaze[38].
- En 2017, organise une conférence avec Peter Brabeck-Letmathe, président et ancien PDG de Nestlé, sur l'avenir de l'alimentation à CosmoCaixa Barcelona[39].
- En 2014/2013, remet à Green Cross International un prix de Durabilité[40] et des prix de responsabilité sociale d'entreprise à la Fondation Make-A-Wish[41] et au FC Barcelone[42].
- En 2012–2017, fait partie des "Atypical Partners" du Montreux Jazz Festival[43].

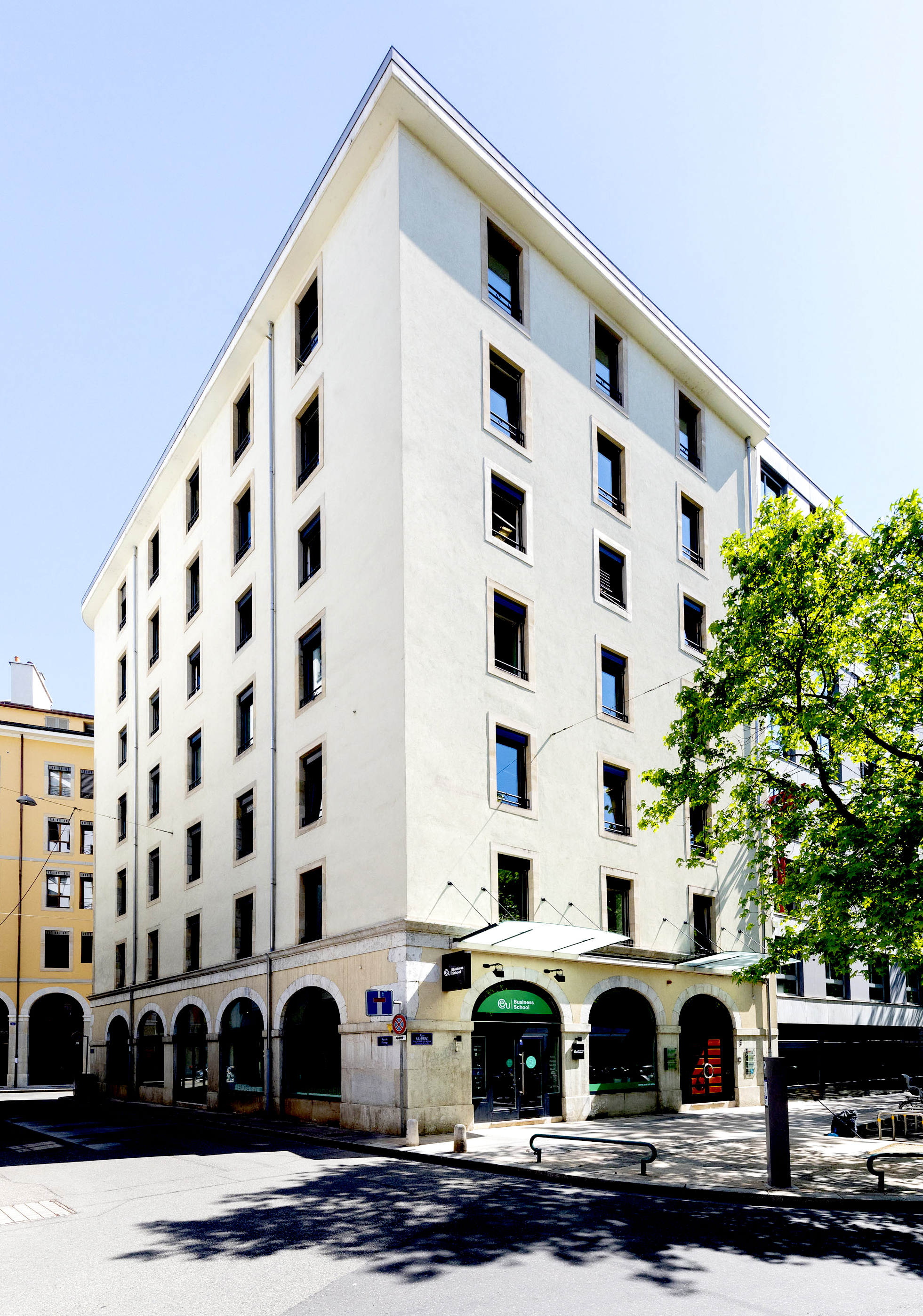
EU Business School à Genève.
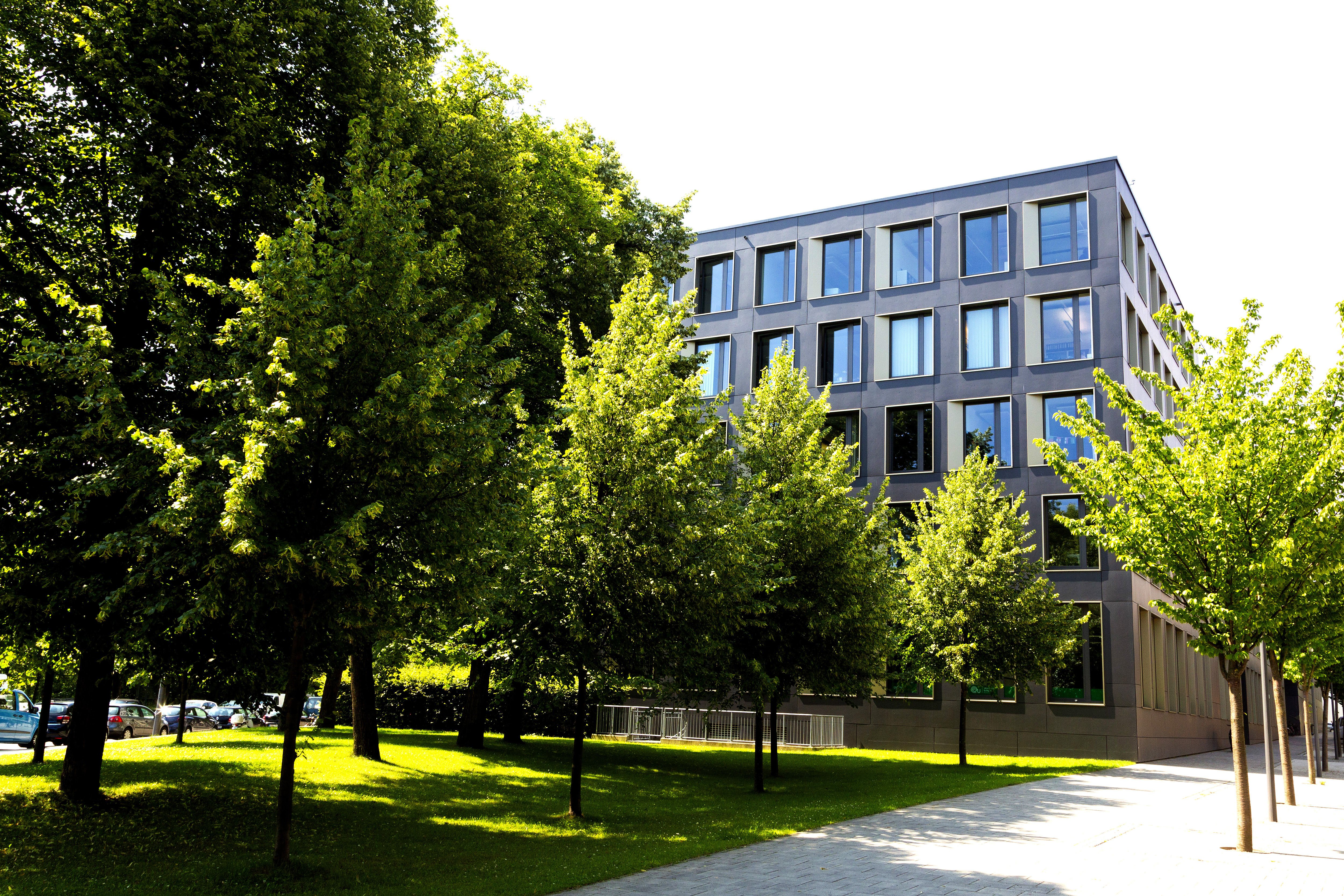
EU Business School à Munich.
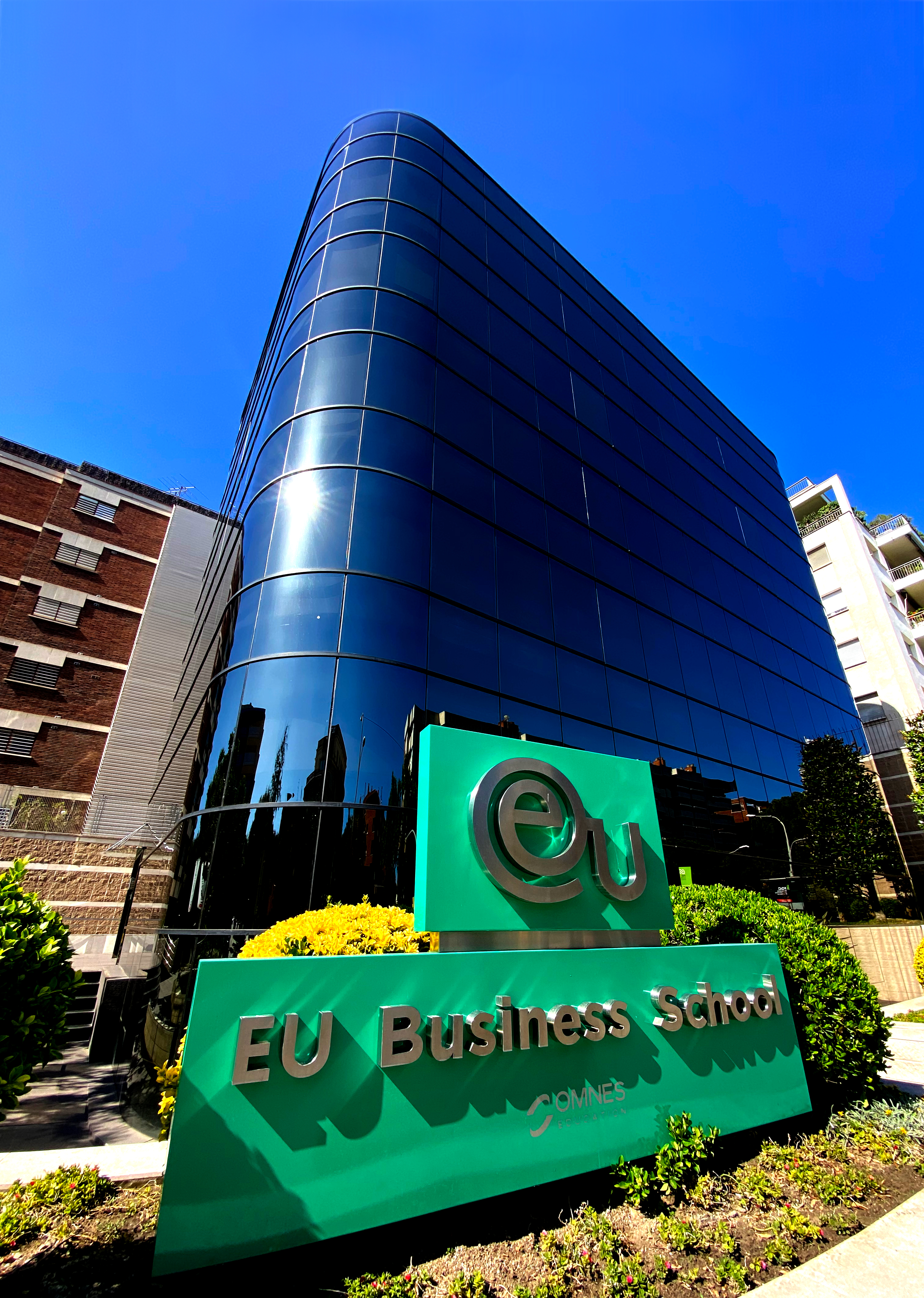
EU Business School à Barcelone.
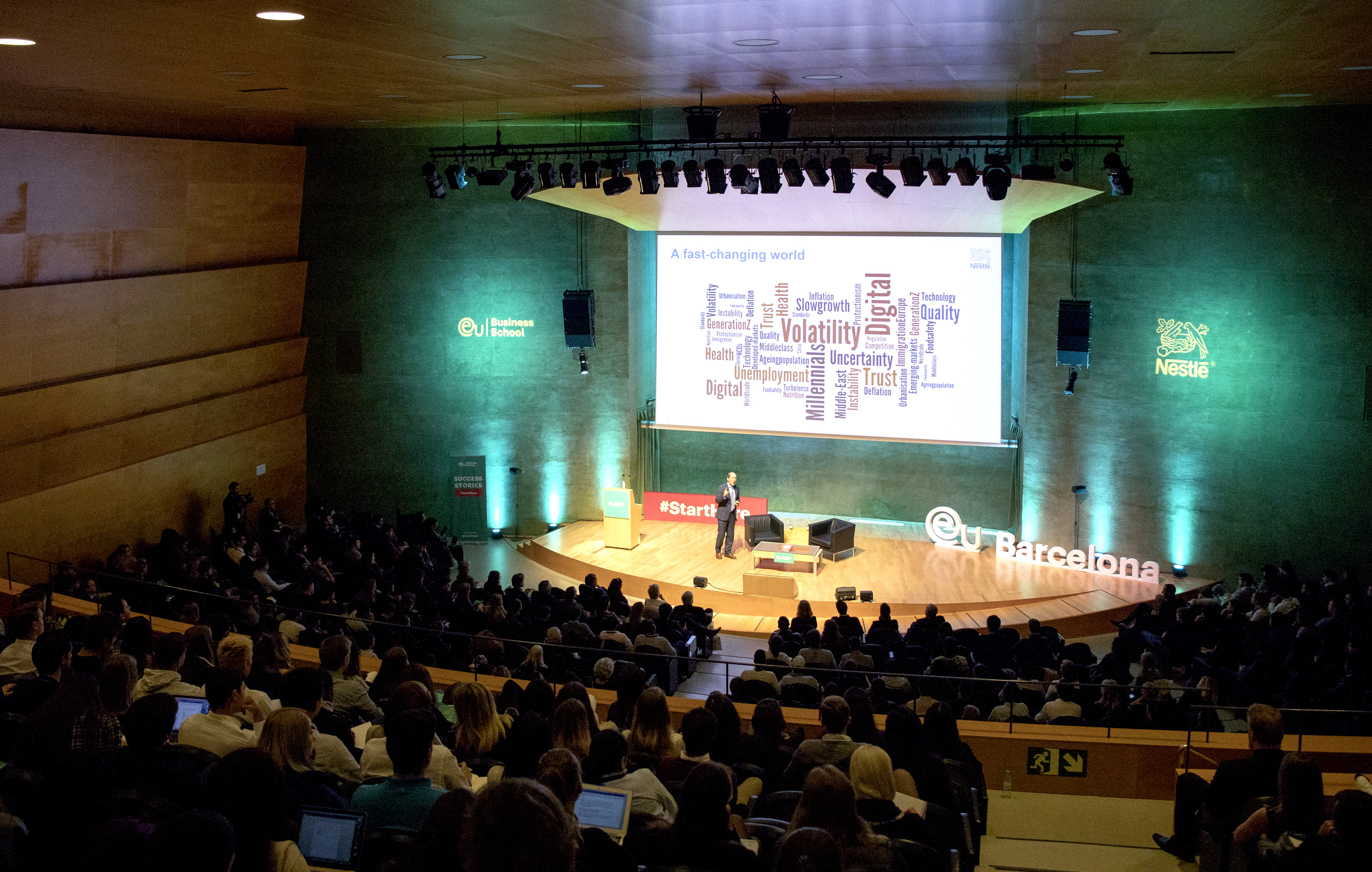
Paul Bulcke lors de la série de conférences Learning From Leaders pour EU Business School.